# Cib
Cib – wieś w Rumunii, w okręgu Alba, w gminie Almașu Mare. W 2011 roku liczyła 277 mieszkańców.